# Kate Allen (Hockeyspielerin)
Kate „Katie“ Ruth Allen OAM (* 28. Februar 1974 in Adelaide) ist eine ehemalige australische Hockeyspielerin, die mit der Australischen Hockeynationalmannschaft 2000 Olympiasiegerin war sowie 1994 und 1998 Weltmeisterin.

## Sportliche Karriere
Kate Allen trat in 182 Länderspielen für Australien an.
Als sich Liane Tooth kurz vor der Weltmeisterschaft 1994 in Dublin wurde Kate Allen als Ersatzverteidigerin nachnominiert und kam in sechs von sieben Spielen zum Einsatz. Die Australierinnen belegten in der Vorrunde den zweiten Platz hinter den Argentinierinnen. Nach einem 2:0-Halbfinalsieg über die Deutschen trafen die Australierinnen im Finale wieder auf die Argentinierinnen und siegten mit 2:0.
Nachdem Allen 1996 nicht in das Olympiateam berufen worden war, gehörte sie ab 1997 wieder zur Nationalmannschaft. Bei der Weltmeisterschaft 1998 in Utrecht wurde sie in allen sieben Spielen eingesetzt. Nach dem Gruppensieg in der Vorrunde bezwangen die Australierinnen im Halbfinale die Argentinierinnen mit 4:2 und im Finale die Niederländerinnen mit 3:2. Vier Monate später fanden in Kuala Lumpur die Commonwealth Games statt, im Finale siegten die Australierinnen mit 8:1 gegen die Engländerinnen. 2000 fand das olympische Hockeyturnier in Sydney statt. Nach dem Gewinn der Vorrunde und der Zwischenrunde siegten die Australierinnen im Finale gegen die Argentinierinnen mit 3:1. Kate Allen wurde in allen acht Spielen eingesetzt.
Nach einer Pause im Nationalteam kehrte Kate Allen 2003 zurück. Bei der Champions Trophy in Sydney gewann sie ihren dritten Titel nach 1995 und 1997. Bei den Olympischen Spielen 2004 in Athen belegten die Australierinnen in der Vorrunde nur den vierten Rang. In den Platzierungsspielen erreichten sie den fünften Platz.
Nach ihrer aktiven Laufbahn arbeitete Kate Allen als Sportlehrerin und Hockeytrainerin.